# Missió de les Nacions Unides a Bòsnia i Hercegovina
La Missió de les Nacions Unides a Bòsnia i Hercegovina (també coneguda com a UNMIBH per les seves sigles en anglès) va ser una operació multinacional de manteniment de la pau desplegada a Bòsnia i Hercegovina entre 1995 i 2002. La UNMIBH es va crear amb l'aprovació de la resolució 1035 del Consell de Seguretat de les Nacions Unides del 21 de desembre de 1995. En aquesta resolució el Consell de seguretat va acordar crear la Força Internacional de Policia de les Nacions Unides (IPTF) i una oficina civil de les Nacions Unides a Bòsnia i Hercegovina que conformarien la Missió de les Nacions Unides a Bòsnia i Hercegovina.

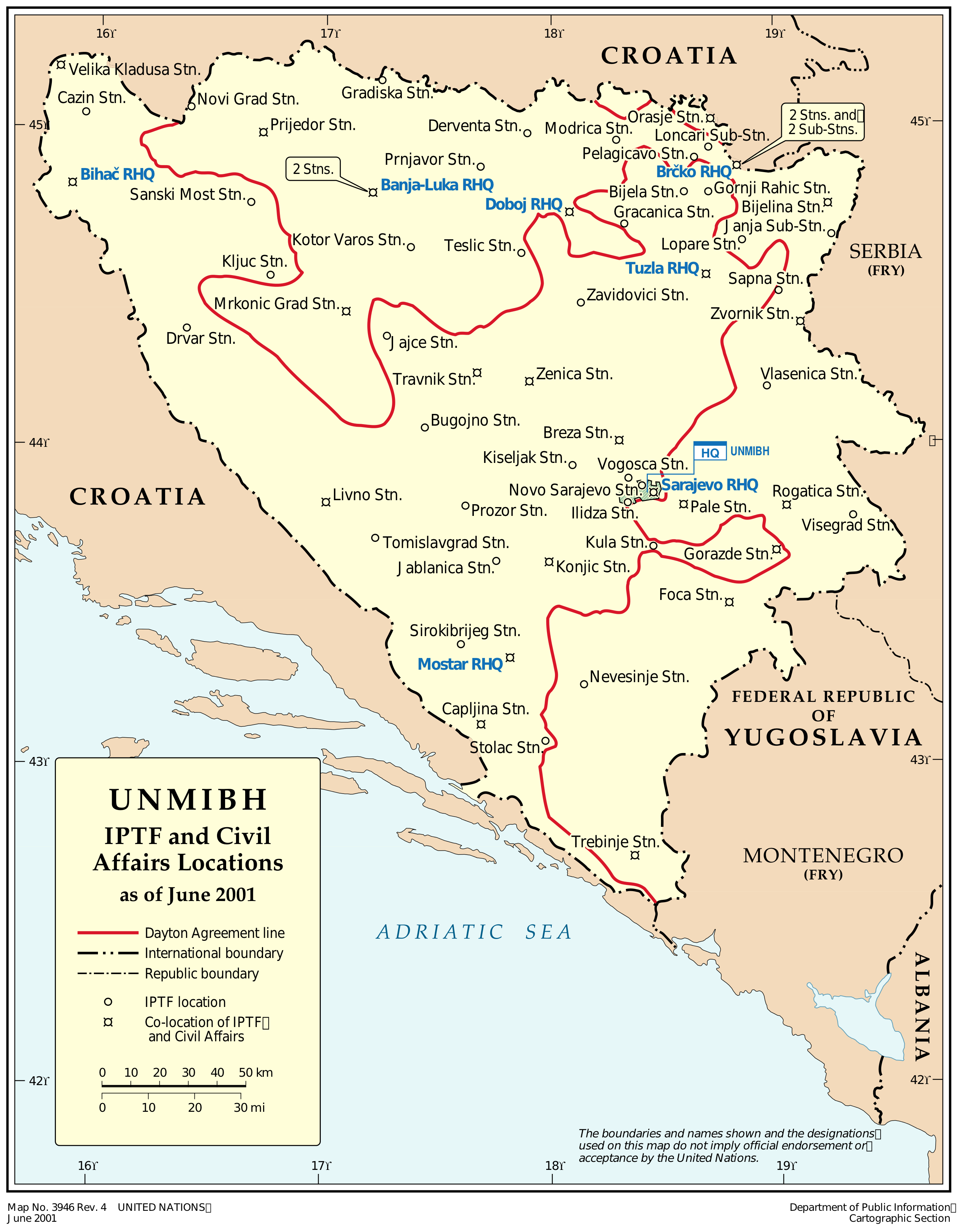
Desplegament de la UNMIBH, juny de 2001

La necessitat de crear una força internacional de policia a Bòsnia i Hercegovina va ser conseqüència en un dels seus punts dels acords de Dayton signats per la República de Bòsnia i Hercegovina, la República de Croàcia i la República Federal de Iugoslàvia. La UNMIBH, conformada principalment per efectius de la IPTF, va tenir per objectiu principal ajudar al restabliment d'un Estat de dret a Bòsnia i Hercegovina. Per a això va treballar específicament en la reforma de la policia local verificant la seva actuació, l'avaluació del sistema judicial del país i altres aspectes en relació amb el manteniment de la llei i l'ordre. En 2002 va ser substituïda per la Missió Policial de la Unió Europea (EUPM).

## Unitats de la UNMIBH
La Missió de les Nacions Unides a Bòsnia i Hercegovina va integrar sota el seu mandat diverses unitats amb funcions diverses:
- La Força Internacional de Policia de les Nacions Unides (IPTF). La major per nombre d'efectius. Centrada en la reforma de la policia local, per convertir-la en una força moderna i multiètnica (contrarestant la tendència serbofòbica), representativa de la realitat del país, que s'ajustés en grandària i composició als acords de pau i que fos capaç de fer front al repte de la tornada dels refugiats. La IPTF va exercir labors de reclutament i ensinistrament de nous policies.

- L'Oficina de Drets Humans a Bòsnia i Hercegovina. Es va encarregar d'investigar possibles casos de violacions dels Drets Humans en el passat a les mans d'efectius de la policia. També va tenir la labor de verificar que el personal policial sota tutela de la IPTF exercia la seva labor sense excessos.

- Programa d'Avaluació de Sistemes Judicials (JSAP). Operativa a partir de 1998 pel que es disposa en la resolució 1184 del Consell de Seguretat. Compost per juristes internacionals i locals, es va encarregar de supervisar i avaluar el funcionament del sistema judicial bosnioherzegoví.

- Dependència d'Assumptes Civils. Encarregada proporcionar consells i assessoria política a les altres unitats de la UNMIBH.

- Oficina de Relacions Públiques.

L'adreça de la missió va recaure en la figura del Representant Especial del Secretari General i el Coordinador de les Operacions de les Nacions Unides a Bòsnia i Hercegovina. Al seu càrrec es trobava també el comissionat de la IPTF.

## Desplegament
La UNMIBH va estar desplegada a Bòsnia i Hercegovina des de desembre de 1995 fins a desembre de 2002, sent el seu mandat prorrogat i ampliat en els seus termes en múltiples ocasions per decisió del Consell de Seguretat. La seu de la missió va estar emplaçada a Sarajevo. El contingent màxim autoritzat va ser de 2.057 efectius de policia civil i 5 oficials d'enllaç oficial. En els últims mesos de la missió la xifra real va ser de 1.414 policies recolzats per 395 civils internacionals i 1174 civils locals com a empleats de les Nacions Unides. En els seus set anys d'operació la UNMIBH va sofrir 17 baixes (1 militar, 14 policies i 2 civils locals).